# Saint-Martin-du-Fouilloux, Deux-Sèvres
Saint-Martin-du-Fouilloux là một xã thuộc tỉnh Deux-Sèvres trong vùng Nouvelle-Aquitaine phía tây nước Pháp. Xã này nằm ở khu vực có độ cao từ 162-272 mét trên mực nước biển.